# Igor-Alexandre Nataf
Pour les articles homonymes, voir Nataf.
Igor-Alexandre Nataf, né le 2 mai 1978 à Paris, est un joueur d’échecs français.  Grand maître international (FIDE) depuis 1998, il a également le titre de maître international du jeu d'échecs par correspondance depuis 2010.

## Biographie
Nataf a fait ses premières armes avec Patrick Gonneau à l’école d'échecs de Bagneux, puis avec Robert Poli au lycée Victor-Duruy et avec Chantal Chaudé de Silans dans son célèbre club de Caïssa. Il sera accompagné dans sa progression par le maître Laszlo Nemety, puis par les grands maîtres Jacob Murey, Olivier Renet et Miloš Pavlović.
Plusieurs fois champion de France en catégorie jeune, vice-champion d’Europe des moins de 14 ans, derrière Péter Lékó, en 1992, il participe aux championnats du monde des moins de 16 ans en 1993, et plus tard, aux championnats du monde des moins de 20 ans.
En 1998, il figure dans le top vingt mondial juniors.

## Carrière internationale
Vainqueur des tournois internationaux de Montecatini Terme et Andorre, il obtient ses trois normes de grand maître entre juillet et novembre 1997, à dix neuf ans.
En 2001, à New Delhi, il se qualifie pour la coupe du monde où il élimine successivement deux très forts grands maîtres, Emil Sutovsky et Nigel Short (vice-champion du monde en 1993). Il atteint ainsi les huitièmes de finale.
Il se qualifie une deuxième fois via Internet à cette Coupe du monde et élimine cette fois le fort grand maître moldave Viktor Bologan. 
Il est sélectionné dans l’équipe de France à l'olympiade d'échecs de 2000 à Istanbul et en 2004 à Calvià, ainsi qu'au championnat d’Europe par équipe en 1999 en Géorgie.
Il remporte l'open de Reykjavik en 2004 (ex æquo avec huit autres joueurs) et 2006 (ex æquo avec quatre autres joueurs).
Il remporte également par deux fois la coupe d’Europe des clubs avec le club parisien NAO Chess Club et plusieurs fois le titre de champion de France des clubs avec NAO et le club de Clichy. 
Nommé aux « Philidor » (trophée créé par la Fédération française des échecs en mémoire du champion français) en 1996 dans la catégorie « révélation de l’année », il est également nommé en 2000 dans la catégorie « meilleur joueur français ».
Au 1er janvier 2011, son classement Elo est de 2 540 points, ce qui le place au 18e rang en France (ex-æquo avec Robert Fontaine). Son meilleur classement fut 2 596, en avril 2007 (5e français).
Depuis 2011, il se consacre essentiellement à l'entraînement des jeunes. Il a été pendant plus de 10 ans l'entraineur de Teimour Radjabov (4ème joueur Mondial en 2012).
Depuis Septembre 2024, il est entraîneur au club du Val Parisis Echecs-Franconville.

## Partie Nunn - Nataf (1999)
En 1999, sa victoire avec les Noirs sur le grand maître anglais John Nunn est désignée par un collège de grands maîtres « meilleure partie » de l’Informateur d'échecs (ouvrage de référence dans le monde des échecs) numéro 76. C’est le seul joueur français à ce jour à avoir obtenu cette distinction.
Blancs : John Nunn ;  Noirs : Igor Nataf
 
Championnat de France par équipe 1999

Défense sicilienne Kalashnikov

1.e4 c5 2.Cf3 Cc6 3.d4 cxd4 4.Cxd4 e5 5.Cb5 d6 6.c4 Fe7 7.C1c3 a6 8.Ca3 f5 9.Fd3 f4 10.g3 Cf6 11.gxf4 exf4 12.Fxf4 0-0 13.Fg3 Cg4 14.Fe2 Cxf2 15.Dd5+ Rh8 16.Fxf2 Cb4 17.Dh5 Txf2 18.Rxf2 Fh4+ 19.Rg2 g6 20.Df3 Dg5+ 21.Rf1 Fh3+ 22.Dxh3 Tf8+ 23.Ff3 De3 24.Dxh4 Cd3 25.Cd5 Dxf3+ 26.Rg1 Cf2 27.Rf1 Dxh1+ 28.Re2 Dxa1 0-1